# Alexander. Roman der Utopie
Alexander. Roman der Utopie ist der zweite Roman Klaus Manns, ein Roman über Alexander den Großen, der erstmals im Jahr 1929 im Verlag S. Fischer in Berlin erschien.

## Handlung

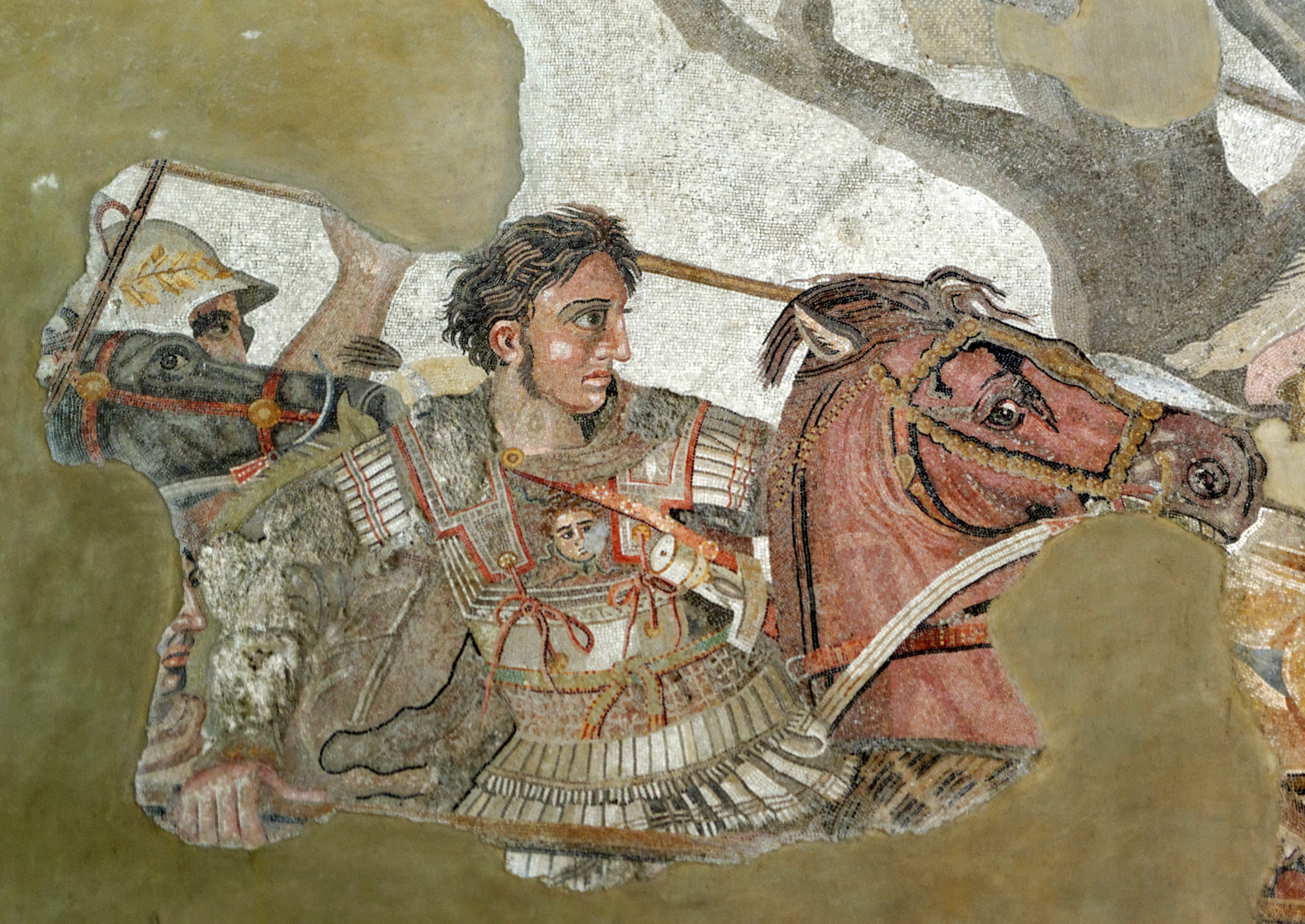
Detail der sogenannten „Alexanderschlacht“, (Mosaik, Pompeji, 150–100 v. Chr.)

Klaus Mann erzählt das Leben des Makedonenkönigs Alexander (356–323 v. Chr.), der versucht, einen alten Menschheitstraum zu verwirklichen und ein Weltreich der Freiheit und Liebe zu erschaffen. Nach der Ermordung seines Vaters Philipp II. wird er als Zwanzigjähriger zum König ausgerufen, und seine Mutter Olympias gibt ihm den Auftrag zur Eroberung Asiens. Doch während sein Siegeszug mit Blumen und Jubelgesang beginnt, bringt er am Ende, als sich sein Imperium von Ägypten bis zum Indus erstreckt, den Menschen nur noch Unterdrückung und Elend und wird als „Heimsuchung“ empfunden. Der Held erhält ein menschliches Gesicht mit all seinen Schattenseiten, er wird an seinen Mitmenschen schuldig, so erschlägt er seinen Freund und Lebensretter Kleitos, der seine Liebe zurückwies, im Affekt und verfällt am Ende der Einsamkeit.

## Wirkung
Wer Wert auf historisch korrekte Fakten legt, wird enttäuscht sein. Klaus Mann hatte für diesen Roman zwar Aristoteles, Plutarch und den Historiker Johann Gustav Droysen (Geschichte Alexanders des Großen) studiert, es ging ihm aber mehr um psychologische und analytische Deutungen des Königs. 
Die Reaktionen der Kritiker nach dem Erscheinen waren zwiespältig. Hermann Kasack lobte in der Literarischen Welt, das Werk sei trotz einiger „sprachlicher Unreinheiten“ ein „symphathisches Symptom für eine neue Entwicklungsstufe“ des Autors, und W. E. Süskind schrieb in der Neuen Rundschau, Klaus Mann habe „Krücken von sich geworfen“. Rudolf Arnheim kritisierte in der Weltbühne, „infantil“ sei dieses Buch und bemerkte, dass „das Wahre durch das Wünschenswerte gefärbt und das Natürliche durch das Dekorative verschminkt“ werde. 
Im Vergleich zu seinem ersten Roman Der fromme Tanz wird der Schreibstil knapper und  weniger pathetisch. Jedoch bleibt Klaus Mann ein Vertreter des alten Schreibstils, der sich nicht, wie die Literaten der „Lost Generation“ Gertrude Stein, Sherwood Anderson und Ernest Hemingway, in kurzen, knapp formulierten Sätzen ausdrückt.
Der Roman erschien 1930 in einer amerikanischen und 1931 in einer französischen Ausgabe. Für letztere schrieb der Dichter Jean Cocteau ein Vorwort. Aufgrund der weltpolitischen Lage, der Machtergreifung durch die Nationalsozialisten und des dadurch bedingten Exils Klaus Manns erschienen keine weiteren Auflagen mehr; erst 14 Jahre nach seinem Tod brachte die Nymphenburger Verlagshandlung 1963 eine neue Ausgabe heraus, die auch das Vorwort von Cocteau enthielt. Nach mehreren weiteren Ausgaben erschien im Jahr 2006 zum 100. Geburtstag von Klaus Mann eine Neuausgabe mit einem Nachwort von Dirk Heißerer.

## Ausgabe
- Klaus Mann: Alexander. Roman der Utopie (= Rororo 24412). Mit einem Vorwort von Jean Cocteau und einem Nachwort von Dirk Heißerer. Erweiterte Neuausgabe. Rowohlt-Taschenbuch-Verlag, Reinbek bei Hamburg 2006, ISBN 3-499-24412-8.